# 筑後船小屋車站
筑後船小屋車站（日语：／ Chikugo-funagoya eki */?）是九州旅客鐵道（JR九州）九州新幹線和鹿兒島本線的鐵路車站，位於日本福岡縣筑後市。由於兩個站區非常接近，因此是沿線轉乘車站之一。

## 簡介
筑後船小屋車站的前身，是原本座落於筑後市大字津島401番地的在來線車站船小屋，2011年3月12日配合九州新幹線全線通車，船小屋車站也向南牽址約500公尺以配合新幹線的路線。合併後的新車站是一個可在新幹線與在來線（鹿兒島本線）之間直接轉車的接駁車站，並同步改名為筑後船小屋。
在營運上，隸屬於新幹線部分的站區是JR九州直接經營的直營車站，但在來線的站區卻是委託由JR九州的子公司、九州交通企畫所經營的業務委託車站。
在筑後船小屋停靠的新幹線列車，主要是以只行駛九州新幹線範圍的燕號列車為主，至於由新大阪發車的山陽、九州新幹線直通列車中，僅有一小部分的櫻號列車會在本站停車。至於在來線列車部分，在本站還沒牽址改名之前，船小屋車站原本只是個僅有普通列車停靠的小站而已，但由於目前肩負了兩系統間的轉車需要，行駛於鹿兒島本線上的快速列車皆會在此停靠。然而比較特殊的是，行駛於鹿兒島本線上的特急列車「有明」因為用途不同，並沒有在本站停車。
筑後船小屋的站名是由「筑後」與「船小屋」兩部分組成。其中前者是車站所在地、福岡縣南部地方在令制國時代的古國名、筑後國，也是今日的市名。至於「船小屋」則起源於江戶時代，在矢部川的堤防上建有很多船庫（小屋），用來停放進行工事時使用的工程船，因而逐漸轉變為當地的地名。

## 車站構造

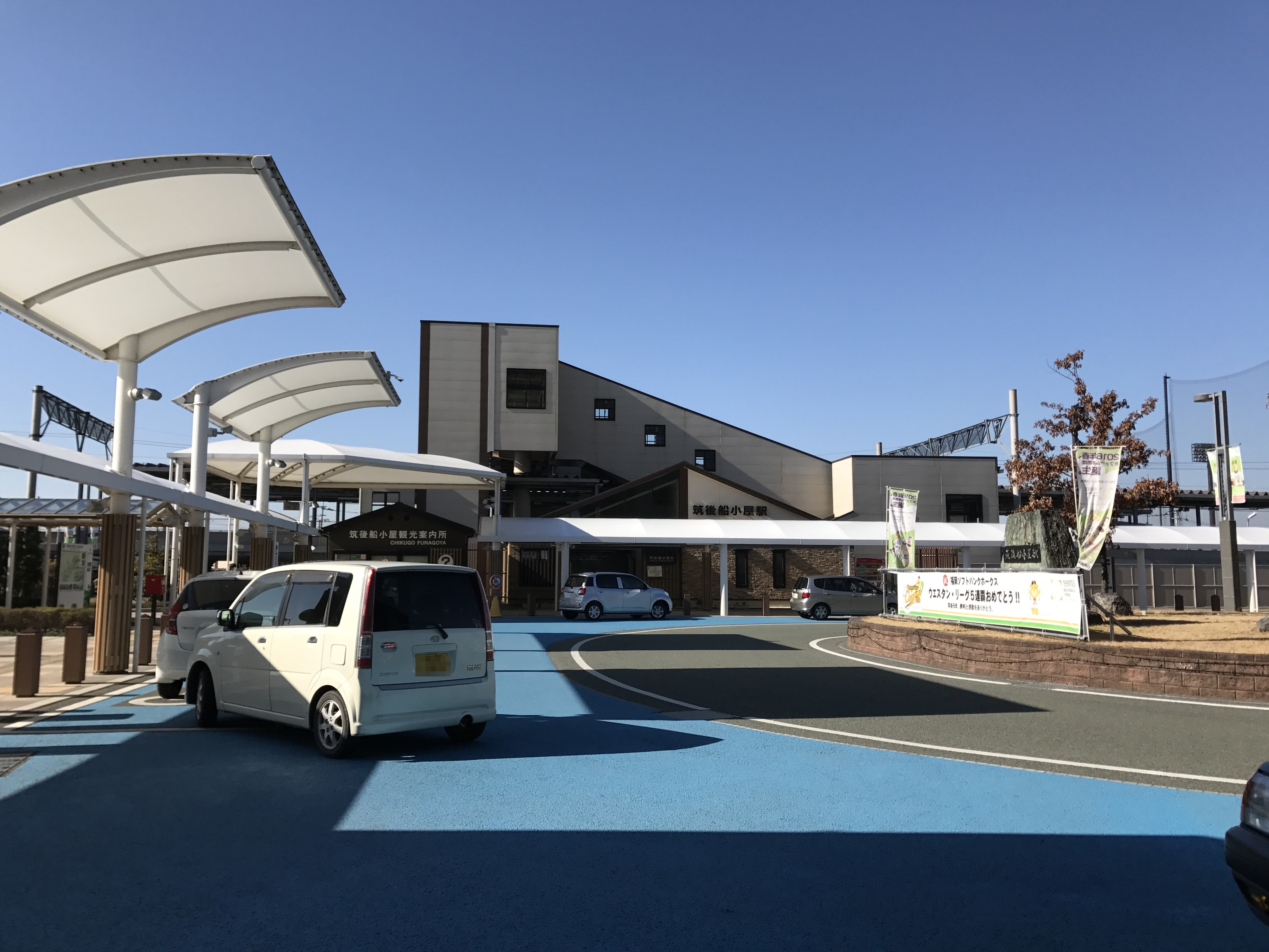
在來線站房(2016年12月)

筑後船小屋車站內有兩棟站房，其中一棟由新幹線專用，另一棟則是配合在來線路線修改而新設的在來線專用站房。兩站房之間相距約50公尺，設有新幹線檢票口作為區隔。
配合全線高架化的新幹線路線，新幹線站房採高架車站設計，站內設有一座單條乘車線的側式月台，與一座設有兩條乘車線的島式月台。為了安全考量新幹線月台上都設有月台幕門。
至於在來線的部分則是設有一對相對式月台共兩線乘車線，月台之間以跨線人行天橋連結。在車站遷建之前，船小屋站內原本設有一膠囊式的簡易站房，是過去日本國有鐵道（日本國鐵）熊本鐵道管理局下轄的車站中一種很常見的設計。

### 月台配置
| 月台   | 路線       | 方向 | 目的地                         |
| ------ | ---------- | ---- | ------------------------------ |
| 1      | 鹿兒島本線 | 下行 | 瀨高、大牟田、熊本方向         |
| 2      | 鹿兒島本線 | 上行 | 久留米、博多、小倉、門司港方向 |
| 11     | 九州新幹線 | 上行 | 博多、新大阪方向               |
| 12、13 | 九州新幹線 | 下行 | 熊本、鹿兒島中央方向           |

## 相鄰車站
九州旅客鐵道
九州新幹線
久留米－筑後船小屋－新大牟田
 鹿兒島本線
■快速、■區間快速、■普通
羽犬塚（JB20）－筑後船小屋（JB21）－瀨高（JB22）

## 外部連結
- JR九州－筑後船小屋車站 （页面存档备份，存于）（日語）

33°10′40.5″N 130°29′32.6″E / 33.177917°N 130.492389°E